# Муллин, Рамиль Хамзович
Рами́ль Ха́мзович Му́ллин (тат. Рамил Хәмзә улы Муллин; род. 10 мая 1974, с. Муслюмово, Татарская АССР, РСФСР, СССР) — российский государственный, политический и общественный деятель. В 2022–2025 годах мэр Нижнекамска и глава Нижнекамского муниципального района.

## Биография
Родился 10 мая 1974 года в селе Муслюмово Татарской АССР. В 1991—1998 годах обучался в Казанском государственном медицинском университете на медико-профилактическом (санитарном) факультете по специальности «врач». В 1996 году — медбрат станции скорой медицинской помощи города Казани. В 1998 году стал главным врачом по коммунальной гигиене Центра госсанэпиднадзора Муслюмовского района РТ, в 2001 году — начальником отдела здравоохранения администрации Муслюмовского района. С 2003 года — главный врач Центра госсанэпиднадзора Нижнекамского района, в 2006 году был назначен заместителем главы Нижнекамского района РТ. С 2010 года — заместитель руководителя Исполнительного комитета города Казани по вопросам организации муниципального контроля, начальник управления административно-технической инспекции. В 2013 году стал Главой Муслюмовского муниципального района Республики Татарстан.
4 октября 2021 года, после избрания Айдара Метшина в Государственную думу VIII созыва, был назначен руководителем Исполнительного комитета  Нижнекамского района. 11 сентября 2022 года был избран депутатом Нижнекамского городского Совета. 19 сентября – мэром города Нижнекамск и главой Нижнекамского муниципального района. 21 апреля 2025 года объявил о своей отставке. 

## Семья
Мать Энже Гараева родом из деревни Бал-Тамак Сармановского района РТ, отец Хамза Муллин — из деревни Каен-Саз в Муслюмовском районе. В семье, кроме Рамиля Муллина, есть ещё двое детей: дочь Айгуль и младший сын Наиль. Айгуль работает в сети национальной кухни «Азу», Наиль предприниматель.
Женат на Светлане Гариповой. Сейчас Светлана Альбертовна работает в Нижнекамской ЦРБ врачом-физиотерапевтом. У Рамиля Муллина есть три ребёнка: сыновья Ильхам и Ильдан, а также дочь Айсылу.

## Собственность
В 2019 году, будучи в должности Главы Муслюмовского района РТ, Рамиль Муллин задекларировал годовой доход в размере 2 млн 398 тысяч рублей. В его собственности четыре одноэтажных жилых дома общей площадью в 224,8 м². и четыре земельных участка общей площадью 16 278 м².
Годовой доход супруги за тот же период — 505 тысяч рублей. В её собственности находится одноэтажный жилой дом площадью 91,8 м². (в доле с супругом), две квартиры общей площадью 165,2 м²., а также автомобиль Toyota RAV4.